# کلر کهار
کلر کهار (به انگلیسی: Kallar Kahar) یک شهر در پاکستان است که در ناحیه چکوال واقع شده‌است.